# Journal of Pineal Research
Journal of Pineal Research, abgekürzt J. Pineal Res., ist eine wissenschaftliche Fachzeitschrift, die vom Wiley-Blackwell-Verlag veröffentlicht wird. Derzeit erscheint die Zeitschrift mit acht Ausgaben im Jahr. Es werden Arbeiten veröffentlicht, die sich mit allen Aspekten der Zirbeldrüse und ihrer Hormonausschüttung beschäftigen.
Der Impact Factor lag im Jahr 2014 bei 9,600. Nach der Statistik des ISI Web of Knowledge wird das Journal mit diesem Impact Factor in der Kategorie Endokrinologie und Metabolismus an vierter Stelle von 128 Zeitschriften, in der Kategorie Neurowissenschaften an 13. Stelle von 252 Zeitschriften und in der Kategorie Physiologie an dritter Stelle von 83 Zeitschriften geführt.